# Atari 800
L'Atari 800 va ser un microordinador desenvolupat per l'Atari, llançat en la mateixa època del Atari 400. Va ser un equipament avançat per a l'època, amb coprocesadors per a gràfics i so. Els primers models 800 posseïen només 8 (d'on va venir el «800») o 16 KiB de RAM, la qual podia ser expandida per a 48 KiB. Posteriorment, 48 KiB de memòria es farà padró en aquest model.

## Especificacions tècniques
| Parts          | Especificacions                                                                                                   | Especificacions |
| -------------- | --- | --------------- |
| UCP            | MOS Technology 6502 a 1,79 MHz                                                                                    |                 |
| RAM            | 8 KiB— 48 KiB (màx.)                                                                                              |                 |
| ROM            | 10 KiB |                 |
| Teclat         | mecànic, 62 tecles                                                                                                |                 |
| Monitor        | televisor o monitor RGB; mode text: 40 x 25 caràcters; diversos modes gràfics (màx.: 320 x 192 pixels, 16 colors) |                 |
| So             | coprocesador POKEY: 4 veus i 3,5 octaves                                                                          |                 |
| Ports          | port d'expansió Atari Serial Input/Ouput (SIO), 2 ports de cartutx, ports de casset, 4 ports de joystick          |                 |
| Emmagatzematge | casset o disquetera (5,25", 90 KiB)                                                                               |                 |